# Райнгард Гардеген
Райнгард Гардеґен (нім. Reinhard Hardegen; 18 березня 1913, Бремен — 9 червня 2018, Бремен) — німецький офіцер-підводник, корветтен-капітан крігсмаріне. Кавалер Лицарського хреста Залізного хреста з дубовим листям.

## Біографія
У 1933 року поступив на службу у ВМФ. У середині 1935 року перейшов у морську авіацію, отримав підготовку льотчика-спостерігача, а потім і пілота винищувальної авіації.
У травні 1939 року літак Гардеґен зазнав аварії. Після тривалого лікування від отриманих поранень (від наслідків яких страждав протягом усього подальшого життя) в листопаді 1939 року він був переведений в підводний флот.

### Друга світова війна
Почав службу на підводному човні U-124 під командуванням Георга-Вільгельма Шульца.
11 грудня 1940 призначений командиром підводного човна U-147. Здійснив на ньому тільки один бойовий похід, що тривав 19 діб, в ході якого потопив норвезький корабель «Аугвальд» водотоннажністю 4 811 брт.
19 травня 1941 року переведений на підводний човен U-123 (раніше ним командував Карл-Гайнц Меле), на якому зробив 4 походи, провівши в морі в цілому 221 добу.
У першому поході до берегів Західної Африки Гардеген потопив 5 суден загальною водотоннажністю 21 507 брт.
У жовтні 1941 року торпедував британський допоміжний крейсер «Анданія» (13 984 брт), однак тому вдалося залишитися на плаву і дістатися до порту.
В кінці 1941 — початку 1942 року брав участь в проведенні операції «Паукеншлаг», в ході якої, діючи на комунікаціях поблизу берегів США, Гардеґен протягом 2 тижнів потопив 9 суден загальною водотоннажністю 53 173 брт, в тому числі 12 січня 1942 року потопив в канадських територіальних водах британський корабель «Циклоп».
Під час наступного походу (знову до берегів США) Гардеґен потопив 10 суден загальною водотоннажністю 57 170 брт (відомим епізодом стало дію 27 березня 1942).
У травні 1942 року U-123 повернулася в Кіль, а 31 липня Гардеґен здав командування кораблем і був призначений інструктором 27-ї флотилії підводних човнів.
У березні 1943 року був призначений керівником підготовки підводників у торпедній школі в Мюрвіку. Потім служив в управлінні торпедного озброєння ОКМ, а в лютому 1945 року прийняв командування 1-м батальйоном 6-го морського піхотного полку, який брав участь у важких оборонних боях на півночі Німеччини.
Всього за час військових дій Гардеген потопив 25 суден загальною водотоннажністю 136 661 брт і пошкодив 5 суден водотоннажністю 46 500 брт.
У травні 1945 року інтернований британськими військами. У листопаді 1946 року звільнений.
Після війни успішно займався бізнесом, вступив в ХДС (Німеччина), а потім був обраний членом парламенту Бремена і залишався депутатом протягом 20 років (1959—1979).
У віці 70 років залишив політику, багато подорожував: відвідав близько 100 країн, здійснив подорож до Північного полюса на борту російського криголама і плавання через Північно-Західний прохід.
Гардеген був останнім живим кавалером Лицарського хреста Залізного хреста з дубовим листям, останнім живим кавалером Лицарського хреста Залізного хреста серед службовців крігсмаріне і одним з трьох останніх живих командирів підводних човнів крігсмаріне (разом з Генріхом Безольдом і Рудольфом Арендтом).

## Сім'я
Райнгард Гардеген мав численне потомство: 4 дітей, 8 онуків і 7 правнуків (станом на 2012 рік). 

## Звання
- Зее-кадет
- Офіцер-анвертер (кандидат в офіцери) (1 квітня 1933)
- Фенрих-цур-зее (1 липня 1934)
- Обер-фенрих-цур-зее (1 квітня 1936)
- Лейтенант-цур-зее (1 жовтня 1936)
- Обер-лейтенант-цур-зее (1 червня 1938)
- Капітан-лейтенант (1 грудня 1940)
- Корветтен-капітан (1 березня 1944)

## Нагороди
- Комбінований Знак Пілот-Спостерігач (2 листопада 1936)
- Медаль «За вислугу років у Вермахті» (1 квітня 1937)
- Залізний хрест 2-го класу (18 вересня 1940)
- Нагрудний знак підводника (18 листопада 1940)
- Залізний хрест 1-го класу (23 серпня 1941)
- Лицарський хрест Залізного хреста з Дубовим листям
  - Хрест (23 січня 1942)
  - Дубове листя (№ 89; 23 квітня 1942)
- Двічі відзначений у Вермахтберіхт
  - 24 січня 1942
  - «Під час битви за Атлантику найбільш успішно себе проявили підводні човни капітан-лейтенанта Гардеґена і обер-лейтенанта-цур-зее Лассена.» (14 квітня 1942)
- Нагрудний знак підводника з діамантами (7 травня 1942)
- Хрест Воєнних заслуг 2-го класу з мечами (20 квітня 1944)